# Vicente Altomonte
Vicente José Altomonte (nacido en Granadero Baigorria el 30 de julio de 1925) es un exfutbolista argentino. Se desempeñaba como lateral izquierdo y debutó profesionalmente en Rosario Central.

## Carrera

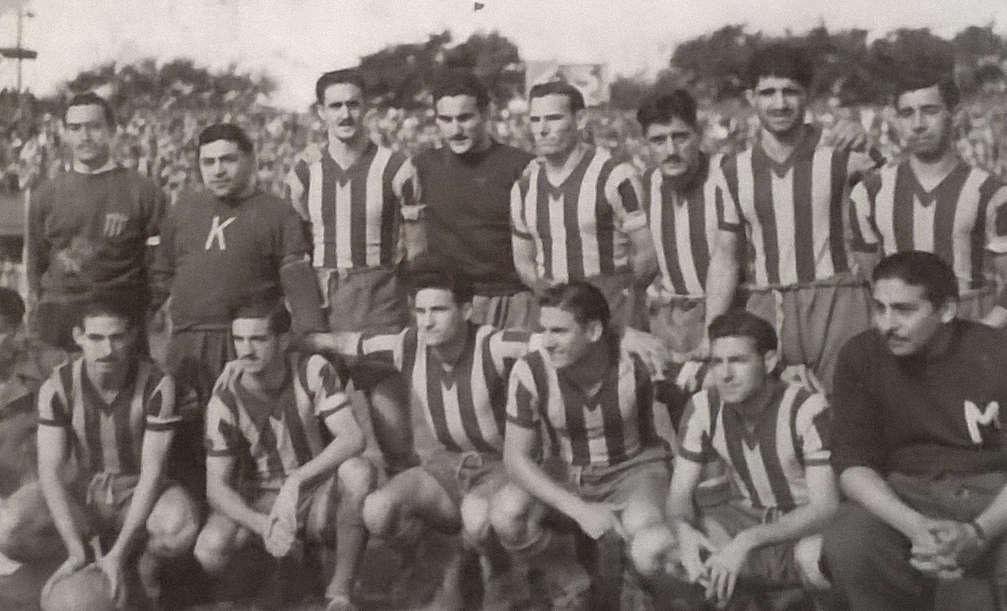
Rosario Central en 1949. Parados: Eduardo Blanco, Héctor Sttáfora, Alfredo Fógel, Vicente Altomonte, Oscar Mansilla, Daniel Sosa; agachados: Osvaldo Pérez, Alberto De Zorzi, Alejandro Mur, Luis Bravo, Antonio Vilariño.

Altomonte tuvo su primer partido oficial en el primer equipo auriazul en un clásico rosarino ante Newell's Old Boys disputado el 4 de abril de 1948 por la Copa de Competencia Británica; Central, entrenado por el paraguayo Gerardo Rivas ganó 3-2 (goles de Benjamín Santos y Luis Isidro Bravo por dos para el canalla; José Arnaldo y Juan Benavídez para Newell's).
En los campeonatos de Primera División de ese año y de 1949 su participación fue esporádica; en 1950 se afirmó como titular, compartiendo la línea media con Nicolás Aresi y Orlando Cuello. Sin embargo, la campaña del equipo rosarino fue mala y perdió la categoría. Al año siguiente Altomonte se mantuvo en el plantel para disputar el el Campeonato de Segunda División, obteniendo el título y el retorno a la círculo máximo. Dejó entonces Rosario Central tras 44 partidos jugados.
Prosiguió su carrera en Atlanta (1952-1953) y en Central Córdoba de Rosario (1954-1955).

## Clubes
| Club                      | País      | Año       |
| ------------------------- | --------- | --------- |
| Rosario Central           | Argentina | 1948-1951 |
| Atlanta                   | Argentina | 1952-1953 |
| Central Córdoba (Rosario) | Argentina | 1954-1955 |

## Palmarés
| Equipo          | País      | Título           | Año  |
| --------------- | --------- | ---------------- | ---- |
| Rosario Central | Argentina | Segunda División | 1951 |